# Dicranomyia debeauforti
Dicranomyia debeauforti är en tvåvingeart som beskrevs av de Meijere 1913. Dicranomyia debeauforti ingår i släktet Dicranomyia och familjen småharkrankar. Inga underarter finns listade i Catalogue of Life.